# Lijst van onroerend erfgoed in Oud-Turnhout
Een overzicht van het onroerend erfgoed in de gemeente Oud-Turnhout. Het onroerend erfgoed maakt onderdeel uit van het cultureel erfgoed in België.

## Bouwkundig erfgoed
| Object                                | Erfgoedstatus? | Bouwjaar of architect | Deelgemeente | Adres                               | Coördinaten                   | Nummer? | Afbeelding                            |
| ------------------------------------- | -------------- | --------------------- | ------------ | ----------------------------------- | ----------------------------- | ------- | ------------------------------------- |
| Landhuis Schildershof                 |                |                       | Oud-Turnhout | Albert Sohiestraat 1                | 51° 19' 21" NB, 4° 58' 55" OL | 11705   | Landhuis Schildershof                 |
| Hoeve in L-vorm                       |                |                       | Oud-Turnhout | Brooseinde 25                       | 51° 18' 59" NB, 4° 59' 30" OL | 11706   | Hoeve in L-vorm                       |
| Woonstalhuis                          |                |                       | Oud-Turnhout | Brooseinde 61                       | 51° 19' 6" NB, 4° 59' 36" OL  | 11707   | Woonstalhuis                          |
| Priorij Corsendonk                    | Monument       |                       | Oud-Turnhout | Corsendonk 5                        | 51° 17' 6" NB, 5° 0' 35" OL   | 11708   | Priorij Corsendonk                    |
| Hoeve                                 |                |                       | Oud-Turnhout | Corsendonk 7                        | 51° 17' 20" NB, 5° 0' 40" OL  | 11709   | Hoeve                                 |
| Hoeve met losse bestanddelen          |                |                       | Oud-Turnhout | Dijkzijde 7                         | 51° 19' 9" NB, 4° 58' 33" OL  | 11710   | Hoeve met losse bestanddelen          |
| Burgerhuis                            |                |                       | Oud-Turnhout | Dorp 1                              | 51° 19' 3" NB, 4° 58' 53" OL  | 11711   | Burgerhuis                            |
| Burgerhuizen                          |                |                       | Oud-Turnhout | Dorp 20-21, 22                      | 51° 19' 6" NB, 4° 58' 53" OL  | 11712   | Burgerhuizen                          |
| Burgerhuis                            |                |                       | Oud-Turnhout | Dorp 30                             | 51° 19' 3" NB, 4° 58' 57" OL  | 11713   | Upload foto                           |
| Gemeentehuis van Oud-Turnhout         | Monument       |                       | Oud-Turnhout | Dorp 31                             | 51° 19' 3" NB, 4° 58' 55" OL  | 11714   | Gemeentehuis van Oud-Turnhout         |
| Villa Landhuis Klaver                 |                |                       | Oud-Turnhout | Goordijk 27                         | 51° 18' 55" NB, 5° 1' 29" OL  | 11715   | Villa Landhuis Klaver                 |
| Parochiekerk Sint-Antonius Abt        | Monument       |                       | Oud-Turnhout | Polderstraat 2                      | 51° 20' 11" NB, 4° 58' 25" OL | 11716   | Parochiekerk Sint-Antonius Abt        |
| Vrije Meisjesschool en klooster       |                |                       | Oud-Turnhout | Heerestraat 140                     | 51° 20' 12" NB, 4° 58' 31" OL | 11717   | Vrije Meisjesschool en klooster       |
| Dorpswoning                           |                |                       | Oud-Turnhout | Heerestraat 140                     | 51° 20' 12" NB, 4° 58' 31" OL | 11718   | Dorpswoning                           |
| Woning Tilman                         |                | Paul Neefs            | Oud-Turnhout | Herfstdreef 5                       | 51° 18' 1" NB, 5° 0' 25" OL   | 11719   | Upload foto                           |
| Parochiekerk Sint-Bavo                | Monument       |                       | Oud-Turnhout | Kerkstraat 100                      | 51° 19' 21" NB, 4° 59' 7" OL  | 11720   | Parochiekerk Sint-Bavo                |
| Landhuis Torenhof                     |                |                       | Oud-Turnhout | Kerkstraat 35                       | 51° 19' 14" NB, 4° 58' 56" OL | 11721   | Landhuis Torenhof                     |
| Burgerhuis                            |                |                       | Oud-Turnhout | Kerkstraat 39                       | 51° 19' 16" NB, 4° 58' 58" OL | 11723   | Burgerhuis                            |
| Pastorie Sint-Bavoparochie            | Monument       |                       | Oud-Turnhout | Kerkstraat 46                       | 51° 19' 17" NB, 4° 58' 55" OL | 11724   | Pastorie Sint-Bavoparochie            |
| Kunstenaarswoning E. Surinx           |                |                       | Oud-Turnhout | Kerkstraat 48                       | 51° 19' 17" NB, 4° 58' 56" OL | 11725   | Kunstenaarswoning E. Surinx           |
| Kunstenaarswoning A. Sohie            |                |                       | Oud-Turnhout | Kerkstraat 50                       | 51° 19' 18" NB, 4° 58' 56" OL | 11726   | Kunstenaarswoning A. Sohie            |
| Woning Van Hout                       |                | Paul Neefs            | Oud-Turnhout | Kuiltjesstraat 147                  | 51° 21' 5" NB, 4° 58' 12" OL  | 11727   | Woning Van Hout                       |
| Hoeve in L-vorm                       |                |                       | Oud-Turnhout | Lage Mierdse Weg 2                  | 51° 20' 35" NB, 4° 59' 16" OL | 11728   | Hoeve in L-vorm                       |
| Gesloten hoeve                        |                |                       | Oud-Turnhout | Leeuwerkstraat                      | 51° 21' 4" NB, 4° 59' 11" OL  | 11729   | Gesloten hoeve                        |
| Neogotische kapel                     |                |                       | Oud-Turnhout | Lintbekelaan                        | 51° 18' 51" NB, 5° 1' 4" OL   | 11730   | Neogotische kapel                     |
| Woning Kerens                         |                | Paul Neefs            | Oud-Turnhout | Lintbekelaan 3                      | 51° 18' 47" NB, 5° 1' 2" OL   | 11731   | Woning Kerens                         |
| Woonstalhuis                          |                |                       | Oud-Turnhout | Nadorst 48-52                       | 51° 19' 17" NB, 4° 58' 32" OL | 11732   | Woonstalhuis                          |
| Woonstalhuis                          |                |                       | Oud-Turnhout | Neerstraat 83                       | 51° 18' 49" NB, 4° 59' 8" OL  | 11733   | Woonstalhuis                          |
| Wevershuis                            |                |                       | Oud-Turnhout | Oude Arendonkse Baan 25             | 51° 18' 54" NB, 4° 59' 30" OL | 11735   | Wevershuis                            |
| Pannenfabriek T.T.R.                  |                |                       | Oud-Turnhout | Pannenfabriek 1                     | 51° 21' 43" NB, 4° 58' 1" OL  | 11736   | Pannenfabriek T.T.R.                  |
| Kapel Onze-Lieve-Vrouw ter Sneeuw     |                |                       | Oud-Turnhout | Polderstraat                        | 51° 20' 11" NB, 4° 58' 9" OL  | 11737   | Kapel Onze-Lieve-Vrouw ter Sneeuw     |
| Pastorie Sint-Antonius Abtparochie    |                |                       | Oud-Turnhout | Polderstraat 33                     | 51° 20' 12" NB, 4° 58' 24" OL | 11738   | Pastorie Sint-Antonius Abtparochie    |
| Pastorie                              |                |                       | Oud-Turnhout | Polderstraat 42                     | 51° 20' 11" NB, 4° 58' 13" OL | 11739   | Pastorie                              |
| Kapel van Rhoode                      |                |                       | Oud-Turnhout | Rhoode                              | 51° 18' 11" NB, 5° 1' 50" OL  | 11741   | Kapel van Rhoode                      |
| Boerenwoning met schuur               |                |                       | Oud-Turnhout | Rhoode 52                           | 51° 18' 8" NB, 5° 1' 47" OL   | 11742   | Boerenwoning met schuur               |
| Hoeve met woonstalhuis                |                |                       | Oud-Turnhout | Schuurhovenberg 15                  | 51° 20' 11" NB, 4° 58' 38" OL | 11743   | Hoeve met woonstalhuis                |
| Hoeve in L-vorm                       |                |                       | Oud-Turnhout | Schuurhovenberg 30                  | 51° 19' 41" NB, 4° 59' 45" OL | 11744   | Hoeve in L-vorm                       |
| Architectenwoning Paul Neefs          |                | Paul Neefs            | Oud-Turnhout | Schuurhoven 125                     | 51° 19' 56" NB, 4° 58' 54" OL | 11745   | Architectenwoning Paul Neefs          |
| Jachthuisje in cottagestijl           |                |                       | Oud-Turnhout | Staatsbaan 1                        | 51° 18' 28" NB, 5° 0' 39" OL  | 11746   | Jachthuisje in cottagestijl           |
| Woning Verboven                       |                |                       | Oud-Turnhout | Staatsbaan 20                       | 51° 18' 38" NB, 5° 0' 45" OL  | 11747   | Upload foto                           |
| Parochiekerk Onbevlekt Hart van Maria |                |                       | Oud-Turnhout | Steenweg op Mol 159                 | 51° 18' 34" NB, 5° 0' 8" OL   | 11748   | Parochiekerk Onbevlekt Hart van Maria |
| Burgerhuis                            |                |                       | Oud-Turnhout | Steenweg op Mol 17                  | 51° 19' 0" NB, 4° 59' 3" OL   | 11749   | Burgerhuis                            |
| Windmolen Van Steenbergen             |                |                       | Oud-Turnhout | Steenweg op Mol                     | 51° 18' 49" NB, 4° 59' 21" OL | 11750   | Windmolen Van Steenbergen             |
| Hoeve in L-vorm                       |                |                       | Oud-Turnhout | Steenweg op Mol 137                 | 51° 18' 40" NB, 4° 59' 50" OL | 11751   | Hoeve in L-vorm                       |
| Domein De Witte Brem                  |                |                       | Oud-Turnhout | Steenweg op Mol 154                 | 51° 18' 45" NB, 4° 59' 54" OL | 11752   | Domein De Witte Brem                  |
| Domein Het Zwaneven                   |                |                       | Oud-Turnhout | Steenweg op Mol 195                 | 51° 18' 20" NB, 5° 0' 31" OL  | 11753   | Domein Het Zwaneven                   |
| Hoeve                                 |                |                       | Oud-Turnhout | Steenweg op Ravels 1                | 51° 20' 8" NB, 4° 58' 7" OL   | 11755   | Upload foto                           |
| Herenhuis met park                    |                |                       | Oud-Turnhout | Steenweg op Ravels 229              | 51° 20' 50" NB, 4° 58' 47" OL | 11758   | Upload foto                           |
| Burgerhuis                            |                |                       | Oud-Turnhout | Steenweg op Turnhout 95             | 51° 19' 13" NB, 4° 58' 24" OL | 11760   | Burgerhuis                            |
| Woning Bisaerts                       |                |                       | Oud-Turnhout | Steenweg op Turnhout 122            | 51° 19' 16" NB, 4° 58' 16" OL | 11761   | Woning Bisaerts                       |
| Hoeve in L-vorm                       | Monument       |                       | Oud-Turnhout | Steenweg op Sevendonk 28            | 51° 19' 1" NB, 4° 58' 46" OL  | 11762   | Hoeve in L-vorm                       |
| Vrije meisjesschool en klooster       |                |                       | Oud-Turnhout | Kerkstraat 37, Van der Bekenlaan 40 | 51° 19' 8" NB, 4° 59' 1" OL   | 11764   | Vrije meisjesschool en klooster       |
| Directeurswoning                      |                |                       | Oud-Turnhout | Werkendam 79                        | 51° 21' 8" NB, 4° 58' 16" OL  | 11766   | Directeurswoning                      |
| Landhuis Misonne                      | Monument       |                       | Oud-Turnhout | Schuurhovenberg                     | 51° 20' 4" NB, 5° 0' 10" OL   | 200545  | Landhuis Misonne                      |

### Bouwkundige gehelen
| Object                                | Erfgoedstatus? | Bouwjaar of architect | Deelgemeente | Adres                                           | Coördinaten                   | Nummer? | Afbeelding                            |
| ------------------------------------- | -------------- | --------------------- | ------------ | ----------------------------------------------- | ----------------------------- | ------- | ------------------------------------- |
| Tuinwijk met werkmanswoningen         |                |                       | Oud-Turnhout | Werkendam 27-37                                 | 51° 20' 57" NB, 4° 58' 31" OL | 11765   | Tuinwijk met werkmanswoningen         |
| Sociale woonwijk Oude Arendonkse Baan |                |                       | Oud-Turnhout | Oude Arendonkse Baan 1-23, Veldbloemstraat 2-24 |                               | 302691  | Sociale woonwijk Oude Arendonkse Baan |